# 明応の政変
明応の政変（めいおうのせいへん）は、室町時代の明応2年（1493年）4月に細川政元が日野富子や伊勢貞宗らと共に起こした、室町幕府における将軍の擁廃立事件。
この政変により、将軍は足利義材（義稙）から足利義遐（義澄）へと代えられ、以後の将軍家は義稙流と義澄流に二分された。
鈴木良一が提唱して以降、日本史学界においては戦国時代の始期をこの事件に求める説がある。

## 経緯

### 義材の将軍就任と義視の死

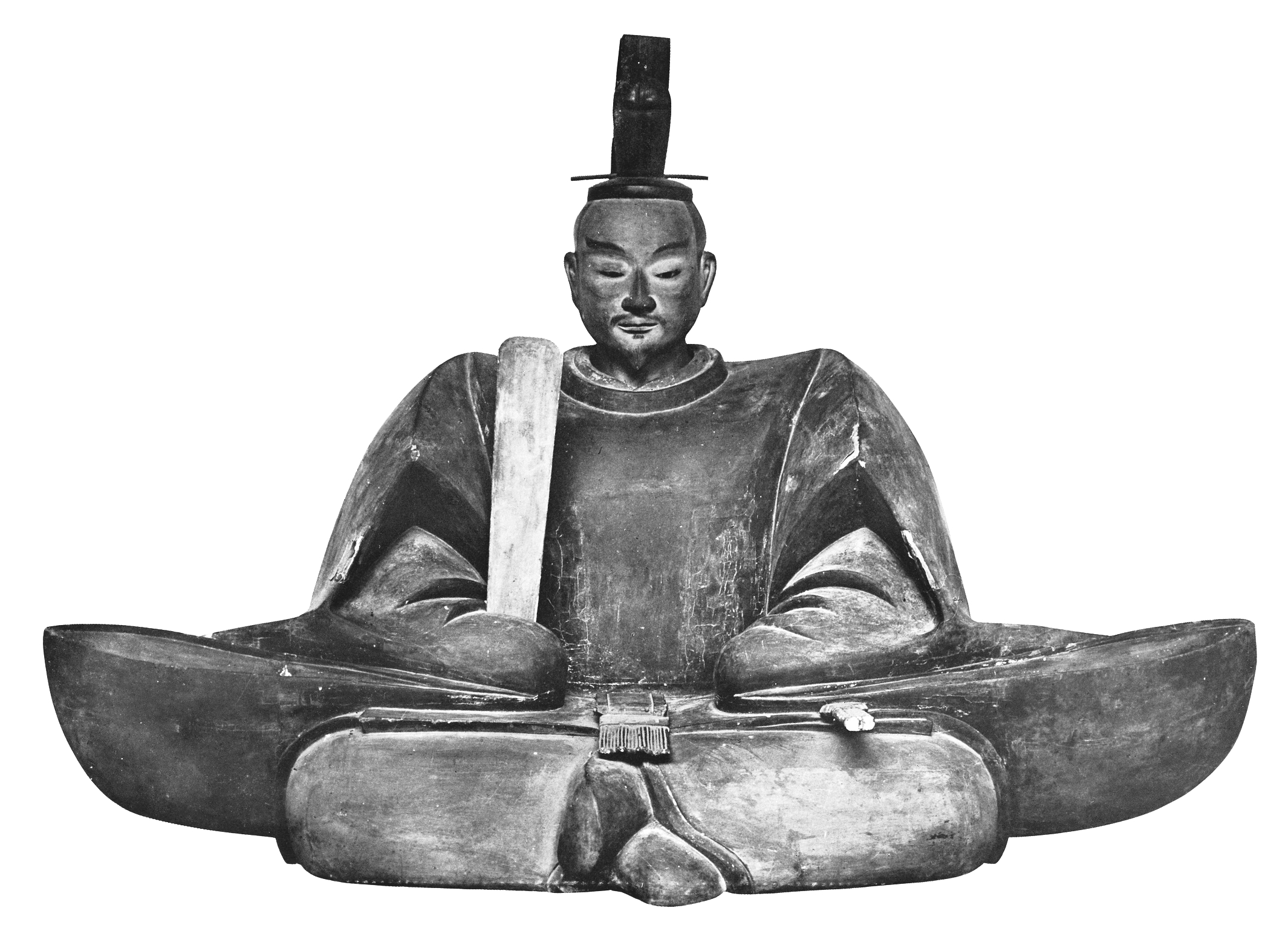
足利義材（足利義稙）

足利義材は、応仁の乱で西軍の盟主に擁立された義視の嫡子である。乱が西軍劣勢で収束すると、父と共に土岐成頼を頼って美濃へ逃れていた。義材の従兄の9代将軍義尚は守護大名や奉公衆を率い、六角行高（高頼）討伐（長享・延徳の乱）のため近江へ親征するが、果たせないまま長享3年（1489年）3月に近江で病死する。
義材は父と共に上洛して10代将軍に推挙されるが、伯父の前将軍足利義政や管領細川政元などは義視の子が将軍となることに難色を示し、堀越公方・足利政知の子（義尚と義材の従弟）で天龍寺香厳院主となっていた清晃（足利義澄）を推す。しかし、日野富子が甥（妹・良子の子）である義材を後援し、翌延徳2年（1490年）正月に義政が死去すると、義視の出家などを条件として義材の10代将軍就任が決定した。富子は義政の御台所、義尚の生母で、将軍家に嫁いで40年近くになり、その間将軍に代わって政務を取り仕切ることもあった。将軍家を代表するような人物でもあった彼女の支持は、義材の将軍就任に大きな意味を持ち、実際に義材の家督継承を朝廷へ報告したのも彼女であった。
この決定に反対した政元や伊勢貞宗らは義視父子と対立し、4月27日に貞宗は政所頭人を辞任した。貞宗は前将軍の義尚が幼少時から側近として仕えて養育に尽くし、富子の信任が厚かったが、その父・伊勢貞親は文正の政変の際に義尚のために義視殺害を義政に進言して失脚しており、義材の将軍就任後に後難を恐れたためと言われている。また政元の父・細川勝元は応仁の乱で義視の西軍と戦った東軍の総大将であり、これは、応仁の乱で義尚を支持し義視と敵対した人々が共有する危機感であった。
ところが奇しくも同じ日、富子が将軍後継から外した清晃のために義尚の住んでいた小川御所（小川殿）を譲渡することを決めた。将軍の象徴である邸宅を清晃が継ぐことを知った義視は義材を軽視するものと激怒して、5月には富子に無断で小川御所を破却し、その所領を差し押さえた。富子が清晃のために小川御所を譲渡しようとした背景には、いきなり権力の座に就いた義材や義視が暴走しないように牽制する意図があったとされる。その後、富子はこれを義視の約束違反と反発して義材との距離を置くようになり、義視の病死後も関係は改善されなかった。
なお、義材の将軍就任後の8月26日になって、義材と清晃の対面が行われて両者和解の運びとなった（『政覚大僧正記』延徳2年閏8月9日条）が、これは細川政元や彼の意を受けた葦洲等縁の奔走によるものであった。
7月5日、義材は正式に朝廷から将軍に任命され、義視も准三宮の地位を与えられ、しばらくは父子による二頭体制が続くかと思われた。だが、11月に義視が腫物を患い、必死の看病も虚しく、延徳3年（1491年）1月7日に死去した。将軍就任間もない義材にとって、大乱中に西軍の盟主として政治的経験を積んできた義視は頼もしき存在であり、その死が与えた影響は大きかった。そのため、義材は自身の政治的立場を固めるため何らかの方策を考えざるを得ず、近臣たちと相談のうえで出した結論が、有力な大名を討伐し権威を高めることであった。

### 六角征伐と河内征伐
義材は前将軍義尚の政策を踏襲し、丹波、山城など、畿内における国一揆に対応するため、延徳3年4月に近江の六角行高討伐の号令を発し、軍事的強化を図った。この六角征伐は細川一門をはじめ多くの大名が参加し、圧倒的な武力で行高を甲賀へ、さらに伊勢へと追い払い、成功裡に終わった。また、政元がこの征伐に反対したことや、征伐中に政元の武将・安富元家が六角軍に大敗したことから、義材は政元への依存を減らすため、以後はほかの大名を頼るようになった。
明応2年（1493年）正月、義材は河内の畠山基家（義豊）を討伐するために号令を発し、再び大名たちへ出兵を要請した。これは元管領であった畠山政長が敵対する基家の討伐のため、義材に河内への親征を要請したことに起因する。政長は応仁の乱で従兄弟の畠山義就と家督をめぐって激しく争い、義就の死後はその息子の基家と争いを続けるなど、畠山氏は一族・家臣が尾州家と総州家で二分して争っていた。義材は二分された畠山氏の家督問題を政長優位の下で解決させるため、そして政元への依存を減らすため、政長の願いを聞き入れる形でこの出兵に応じた。そして、京には義材の命令を受けた大名が多数参陣したが、政元は河内征伐に反対し、この出兵に応じなかった。
政元は先の六角征伐に続いてこの討伐にも反対していたが、それには次のような理由があった。畠山氏は細川氏と同じ管領に就任しうる有力な大名家であるが、その畠山氏が二分され勢力が減退してゆくのは政元ら細川氏にとって好都合であった。そのため、応仁の乱で政元の父・細川勝元はこの家督争いに介入、尾州家の政長を支持して総州家の義就と争わせることで畠山氏の力を削ごうとした。だが、義材の河内征伐により、政長のもとで畠山氏が再統一されると、再び強大化した畠山氏が細川氏を脅かす可能性があった。再統一された畠山氏は同じく畿内に勢力を持つ政元にとって、「新たなる強敵」の出現に他ならなかった。
結局、義材は政元の反対を振り切り、2月15日に討伐軍を京から河内に進発させた。そして、2月24日に義材は河内の正覚寺に入り、ここを本陣とした。大名らもまた、畠山基家が籠城している高屋城（誉田城）周辺に陣を敷き、城を包囲した。そのため、基家方の小城は次々に陥落し、3月の段階で基家は孤立を余儀なくされ、義材や政長の勝利は目前となった。
だが、政元は畠山氏の再統一を避けるため、政長の宿敵たる基家と結託した。すでに政元は河内征伐の開始直前までに基家の家臣と接触しており、興福寺の尋尊の記録では基家の重臣が河内征伐の直前、「将軍が攻めてきてもこちらは何ら問題はない。なぜならば、伊勢貞宗以下、大名らとはすでに話がついているからだ」と豪語していたと記している（『大乗院寺社雑事記』明応2年2月23日条）。政元は義材に不満を抱き始めた伊勢貞宗をはじめ、赤松政則といった大名、そして富子までを味方に引き入れ、叛乱計画を着々と練っていた。

## 経過

### 政元の決起

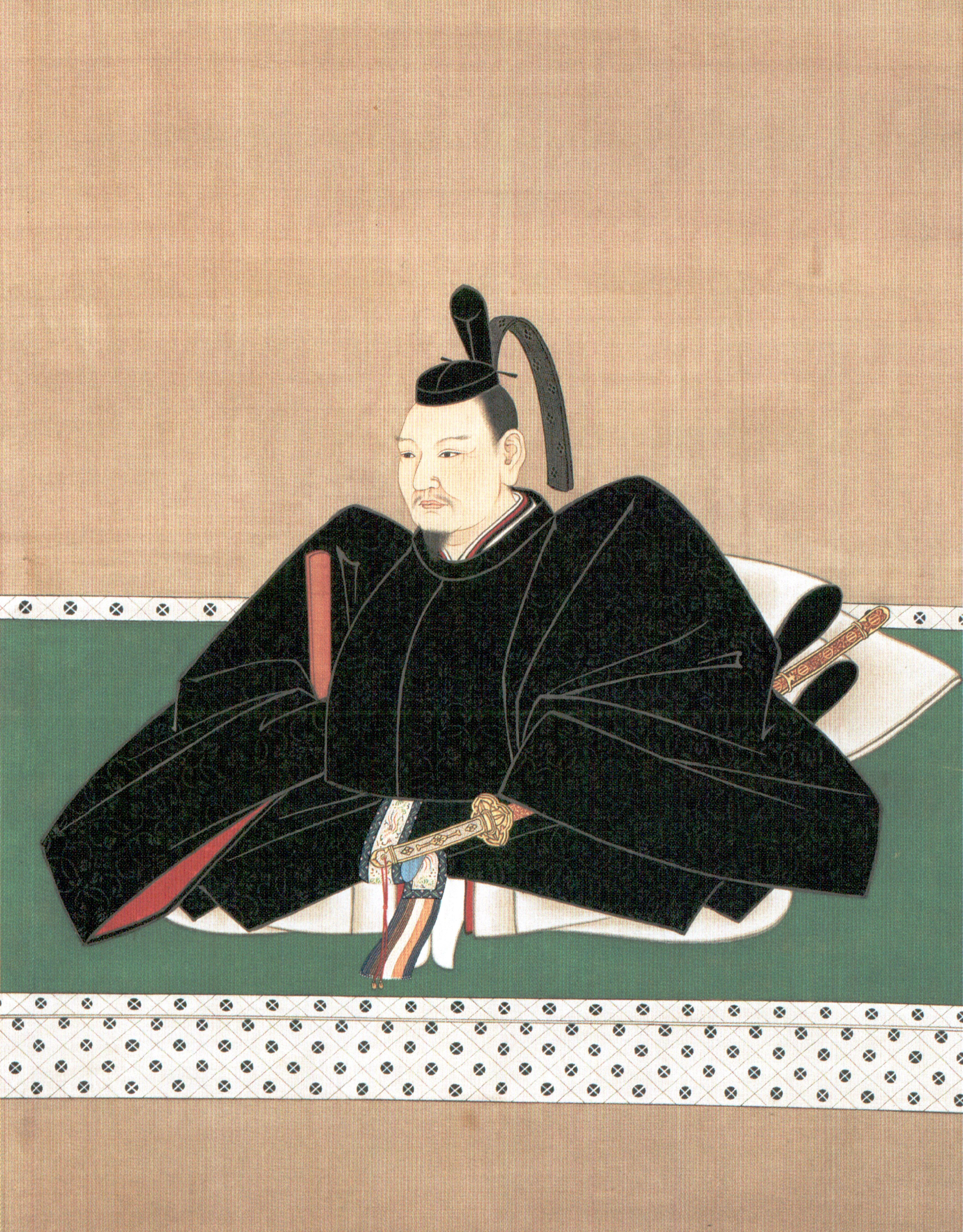
細川政元

4月22日夜、政元はついに挙兵を決行した。清晃をすぐ遊初軒に迎え入れて保護し、義材の関係者邸宅へと兵を向けた。その兵によって、23日には義材の関係者邸宅のみならず、義材の弟や妹の入寺する三宝院・曇花院・慈照寺などが襲撃・破壊された。さらに当時の記録によると、富子が先代（義政）御台所の立場から直接指揮を執って、政元に京を制圧させたと記録されている。
同日、政元は義材を廃して清晃を新将軍に擁立すること、また政長を河内守護職から解任することを公表し、事態を収めようとした。そして、4月28日に政元は清晃を還俗させて義遐（よしとお）と名乗らせ、11代将軍として擁立した。義遐はのちに名を義高、義澄と改めている。
この報を聞いた義材や諸大名、奉公衆・奉行衆ら将軍直臣は激しく動揺した。その上、伊勢貞宗から義材に同行する大名や奉公衆ら将軍直臣に対して、新将軍に従うようにとする内容の「謀書」が送られると、大名や将軍直臣は27日までにほとんどが河内から京都に帰還してしまった。その後、直臣は京の義遐のもとへと参集し、大名も畠山政長を除いて義材を支援した者はいなかった。
赤松政則は政元の決起直後、先の六角征伐に積極的に協力し義材と親密な関係にあったことから、「政元ではなく義材に味方するのではないか」と囁かれていた。だが、政則は政元の挙兵前にその姉（洞松院）と結婚していたため、緊密な関係を構築していた。それゆえ、政則は最終的に政元へ味方することを決したのであった。
周防・長門守護・大内政弘の息子で、父の名代として河内出兵に参加していた大内義興も政元に味方している。なお、閏4月1日に京都にいた義興の妹が若狭国の武田元信配下に誘拐される事件が発生しており（『大乗院寺社雑事記』明応2年閏4月1日条）、応仁の乱の時に義視・義材父子を擁して最後まで西軍として戦った大内政弘が義材に加担するのを阻止するために、政元・元信が義興の妹（＝政弘の娘）を人質に取って政変に同意させたとする説もある。
しかし、大名らが帰還したとはいえど、義材にはまだ政長の兵8,000がおり、残された軍勢も依然として意気盛んで、徹底抗戦の構えを見せていた。閏4月3日に武田元信が若狭から上洛して政元に合流し、赤松政則と大内義興が義遐を義材の猶子にして跡を継がせる仲介案を出して事態の収拾を図ろうとしているが、これは失敗している。

### 朝廷の対応
23日、政元は挙兵を朝廷へ報告した。その理由として、自分が義材に河内征伐を反対したのに受け入れられなかったことを掲げ、ゆえに挙兵して義材を廃し、義澄を擁立したのである、と説明した。
一方、朝廷ではこの将軍擁廃立の挙兵を受けて、後土御門天皇が申次白川忠富に命じて、勧修寺教秀・甘露寺親長・三条西実隆という3名の老臣を招集した。天皇は自分の任じた将軍が廃されるという事態に烈火の如く激怒するとともに、勝仁親王（後の後柏原天皇）も成人したので譲位をしたいと述べた。これに親長と忠富が反対し、親長は「武家が変転し難題を言ってきても、言いなりになるのが天皇の定めだ。儲君への譲位も武家側に言わせれば良い」と述べたため、天皇も思いとどまった（『親長卿記』明応2年4月23日条）。その背景には、朝廷に譲位の儀式を執り行う費用を出す余裕がなく、政変を起こした政元にその費用を借りるという自己矛盾に陥る事態を危惧したからとも言われている。
朝廷は翌24日から5日間の阿弥陀経談義を予定通り開催し、天皇も聴聞することを理由に政変に対する判断を先送りし、28日になって細川政元が御訪（必要経費の献金）を行ったことで、清晃改め義遐は従五位下に叙された。この時、宣下に関わった親長は「御訪を給わざれば相い従うべからず」と述べて、御訪300疋と引換に叙位は行ったものの、政元が将軍宣下に必要な費用までは揃えられなかったためにこちらは見送られた（『親長卿記』明応2年4月28日条）。
当時、朝廷の運営に御訪は不可欠で、政元が掌握した幕府からの御訪なくしては天皇の譲位は実現できない反面、政元といえども御訪が揃えられないと朝廷を動かせなかったという公武関係の実情を伺わせている。

### 政長の死・義材の降伏
政元主導の新体制が開始され、まず閏4月5日には文明18年（1486年）以来長く放置されていた亀泉集証が出した蔭涼職の辞表が受理され、細川氏一門の天竺氏出身でもある葦州等縁（前述）が後任となった。
その後、閏4月7日に政元は政長討伐のため、上原元秀、安富元家からなる軍勢を京から河内へと派遣した。また、基家も高屋城から出撃、政元に与する大名らも味方して、その兵力は4万に上ったという。
一方、義材と政長は細川軍に追い詰められ、正覚寺に籠城したが、依然として徹底抗戦の構えを貫いていた。正覚寺には100余りの櫓を立て、一番高い櫓に義材の御座所を置くなど、寺を城塞化して守りを固めていた（『大乗院寺社雑事記』明応2年閏4月19日条）。
やがて、同月中旬に政長の領国の一つ・紀伊より、根来衆など数千から1万ともいわれる大軍が正覚寺城に向けて出発した。だが、紀州勢はその途上の堺で、赤松政則によって足止めを喰らった。
その後、紀州勢と赤松勢は堺で対峙し、「通せ」「通さぬ」の問答を始めたが、閏4月21日に戦闘が開始された。紀州勢は海に数十の軍船を並べて陸の軍勢と連携し、赤松軍を激しく攻めた。一方、赤松軍は政則自らが出陣して奮戦、数時間に及ぶ戦いの末に紀州勢が敗北した。
頼みの綱であった紀州勢が堺で敗北したことは、義材と政長に衝撃を与えた。紀州勢が勝利すれば、政変そのものを覆せる可能性もあったが、その望みが消え去り、またすでに正覚寺城の食料も尽きかけていたこともあって、政長は大いに絶望した。
閏4月24日、包囲軍は正覚寺に総攻撃を開始し、25日朝に正覚寺城は陥落、政長は河内守護代・遊佐長直などの重臣らとともに自害し果てた。政長の自害後、同日に義材とその側近らも足利家伝来の「御小袖」（甲冑）と「御剣」を携えて上原元秀の陣に投降し、その身柄は京へ送られ、龍安寺、次いで上原元秀の屋敷に幽閉されることとなった。
また、閏4月29日に公家の葉室光忠が政元の命を受けた上原元秀によって殺害された。光忠は父の義視以来の側近で、義材からも重用され、明応2年にはその奏請によって上首18人（現任8人、前官10人）を超越して権大納言に任じられるなど、一時的ではあるが摂家・寺院・管領などを凌ぐ権勢を握っていた。政元でさえ光忠の申次を通さずには義材に具申できない有様であり、政元にとっては政長同様に排除すべき存在でもあった。京の葉室邸もまた、政元の挙兵時に破却されている。
政長の嫡子・畠山尚順は畠山家の後継者の地位から一転、父が自害する前に正覚寺城から紀伊にひとり落ちのびねばならなかった。正覚寺城を包囲していた細川方は尚順を捕捉することができず、同年9月10日には上原元秀が尾州家の家臣である遊佐某と婚姻関係に有った住吉大社の神主・津守国則に尚順を匿った疑いをかけて、住吉大社に放火し、国則を追放している。

## 政変の原因・考察
政元が義材に反逆した最大の原因は、義材が政元に政務を任せると約束しながら、その反対を無視して六角征伐と河内征伐と2度も大規模な軍事作戦を行ったことであった。これは政元自らが朝廷に報告したことや、尋尊の記録からうかがい知ることができる。
そもそも、河内征伐は義材が畠山政長の求めに応じて決めたことであった。先述したように、政元にとって畠山氏の再統一は阻止しなければならない話であったが、義材はその反対を無視した。義材としては政元一人に対する依存を減らすために政長に接近、ここで彼に恩を売ってその忠誠を獲得するという思惑があった。そして、基家は滅亡寸前にまで追いやられ、もはや畠山氏の再統一は目前に迫っていた。父の代から勢力を削ぐことに注力してきた畠山氏が畿内の有力大名として復活するのは時間の問題であり、政元は挙兵してでも河内征伐を実力で中止に追い込む必要があった。そのことが、政元が裏で基家と結託したことに繋がったと考えられる。
また、義材は政元の排除を計画していたとされ、尋尊は政変の原因に関して、義材が自分の政策に反対する政元を討とうとしたことが原因であると記している。実際、義材は政元の対抗馬として、細川一族の最有力庶家・阿波細川氏の当主細川義春を急速に重用していた。例えば、延徳3年6月、義材は義春に将軍家通字の「義」の字を与え、「義春」と名乗ることを許している。細川氏が偏諱として与えられていたのは下の字であり、阿波細川氏はもとより、京兆家の当主ですらこれまで「義」の字を名乗ることは許されていなかったのであるから、これは異例の処遇であった。また、義材は三条御所から一条油小路にあった細川義春の邸宅に居を移して、その寵愛ぶりを見せ、政元の対抗馬として着実にその地位を上げさせた。
義春の地位の上昇のみならず、義材自身の権威の上昇も相まって政元を追い詰めていった。義材はもともと将軍になれる立場ではなかったが、義尚の死で思いがけず将軍になったため、将軍直臣や大名たちとの結びつきが薄く、周囲の人々にその器量を示す必要があった。それこそ、義材が政元の反対を押し切ってでも戦い続けなければならない理由でもあった。そして、義材は最前線でその武勇を示し、義尚がなしえなかった六角征伐を成功、さらには河内征伐をも成功させようとして、その権威を上昇させた。その権威の上昇に伴い、天下の政治は義材を中心に回りつつあった一方、政元は周囲から孤立を深めていったことは想像に難くない。そして、義材が政元を冷遇し、政長や義春に接近していったのであるから、政元がいずれ義材や政長といった与力大名らに自分が討たれるという恐怖に駆られたとしても不思議でなく、それが政元を将軍廃立の蜂起に駆り立てた直接的な理由であったとも指摘されている。
大名らが六角征伐と河内征伐に参加した理由は、将軍に忠誠心を見せることができたことや、自身が危機に陥った時に将軍の名の下で諸大名からなる大軍の加勢が期待できたからであった。六角征伐の際、斯波義寛は応仁の乱で朝倉氏に奪われた越前の奪還を要請しており、義材はこれに応じ、河内征伐の後は自ら越前征伐を実行しようとしていたといわれる。実際、義材が越前征伐の大号令を掛ければ、諸大名が動員され、朝倉氏が滅ぼされる可能性も十分にあった。
だが、義材が立て続けに2度の出兵を求めたことが、大名らに莫大な戦費や兵糧の負担を強いたことは明らかであった。例えば、大内氏は六角征伐の際に国許から運び入れた兵糧が1万6千石にも及んだとされる。河内征伐の次に計画されていた越前征伐もまた、大名らに負担を強いることは目に見えていた。その結果、大名らに厭戦気分が広まり、そして政元が政変を起こして二者択一の選択肢を迫られると、政長以外は皆義材から離れていったと推測される。
日野富子も政変に関与し、政元の擁立した義遐の支持に回ったが、それには以下の理由があった。彼女は将軍家を代表する人物でもあり、義材の権力の暴走を常々危惧していた。父の義視が小川御所を破却した時からすでにその心配はあったが、義材は立て続けに負担の大きい外征への出兵を大名らに求めたため、大名らは次第に幕府に不満を抱いていった。義材がこのまま将軍であり続けたら、越前征伐をはじめ連続して外征が行われる可能性があり、大名がさらなる不満を抱くのは必至で、長年将軍家を担ってきた富子は幕府の存立に重大な危機が迫っていることを感じたと推測される。最終的に義材の廃立を決断したのは政元ではなく、富子であったとする説もある。
将軍の直臣すらも義材を見捨てたのは、富子や政所の伊勢貞宗の影響があったからだという。富子は先述したように、将軍家を代表する人物でもあり、義材の将軍決定もまた彼女の支持によるものであった。そのため、富子が義材の廃立を決めたことは、直臣らの意思決定に大きな影響を与えたことであろうと考えられる。貞宗は政元と同様に基家の家臣と接触していたし、また河内遠征に従軍していた大名や将軍直臣が内容不明の謀書によって義材を見捨てたことは先にも取り上げた。また、政変の1か月前に基家に将軍擁廃立の陰謀が伝えられていたという記録があることから、貞宗は明らかに義澄擁立の事前工作を進めていた。貞宗の行動も義澄の擁立に大きく貢献したと推測でき、実際に義澄は貞宗に「政務を全て委ねる」と言ったほどであった。
富子が将軍家という「家」に関するこの行為を認めたことは大きく、政変に正当性を与え、結果的に大名や将軍直臣らが義材を見捨て、義遐に付く流れを形成した。この政変は政元一人で成し得たものではなく、富子や伊勢貞宗の協力があってこそ成し得ることができたものであった。

## 影響とその後

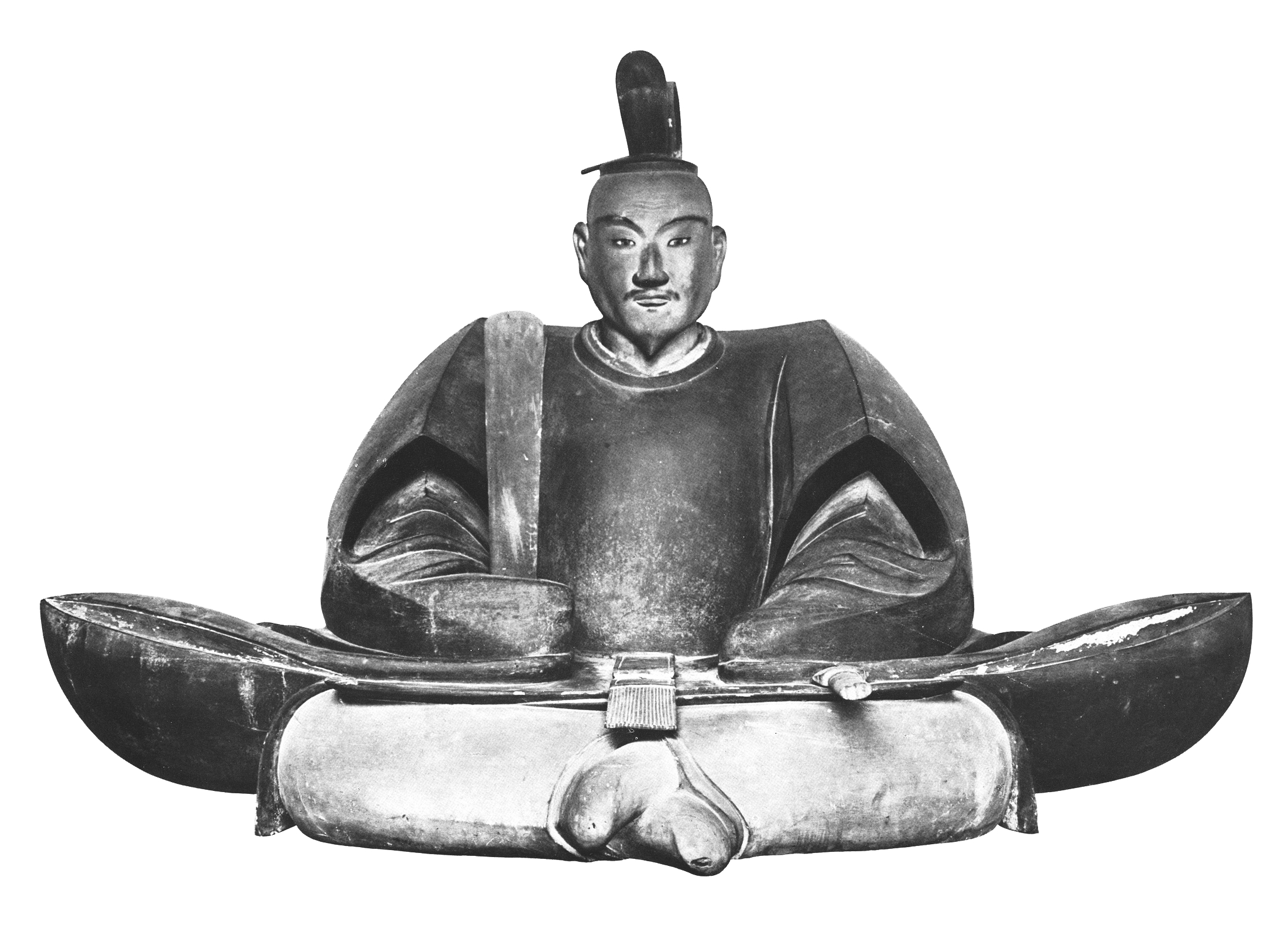
足利義澄

この政変で政元は幕政を掌握したが、奉公衆などの軍事的基盤が崩壊し、傀儡化した将軍権力は以後、政元をはじめ細川氏の権力により支えられる事となる。ただし、以後も幕府権力は存続していたとする見方もあり、伊勢貞宗は日野富子の意向で将軍義澄の後見役を務め、たびたび政元の行動を抑止している。また、政元の命を受け政変を主導していた、政元家臣の京兆家内衆である丹波守護代の上原元秀が急死、京兆家内で政変に消極的な家臣が多数を占めるようになると、京兆家はなるべく幕府の意向を容認、前将軍義材派の巻き返しを用心する方向に切り替えたため、政変後の幕府と京兆家は協調関係に入っていたのではないかとする意見もある。
京都に残留した幕府の官僚組織は、政元ではなく幕府政所頭人で山城守護の伊勢貞陸（貞宗の子）が掌握しており、政元との間で駆け引きが繰り広げられることになる。貞陸は富子の要望で義澄を後見する役目を担っており、義澄や政元の決定も貞陸の奉書作成命令をなくしては十分な有効性を発揮することは出来なかったのである。これに関連して、明応の政変直後に貞陸が義材派の反撃に対抗することを名目に、山城国一揆を主導してきた国人層を懐柔して山城の一円支配を目指し、政元も対抗策として同様の措置を採った。このため、国人層は伊勢派と細川派に分裂してしまい、翌年には山城国一揆は解散に追い込まれることになった。
畠山氏は政長が自害したことで尾州家が没落、政元に支持された総州家の基家が家督を継承した。基家はすかさず尚順が逃げた紀伊を攻めたが、これは撃退されており、尾州家と総州家の分裂は依然として解消されなかった。
また近年では、同年に発生した伊勢宗瑞（北条早雲）の伊豆侵攻が、義澄の母（円満院）と弟（潤童子）を殺害した、異母兄である堀越公方の足利茶々丸を倒すために、義澄の命を受け政元や上杉定正と連携して行われたとする見方が有力になっている。早雲は伊勢貞宗とは従兄弟に当たる幕臣（奉公衆）であり、また伊豆の隣国である駿河国守護の今川氏親の叔父で駿河国内に居城と領地を持っていたからである。
さらに明応の政変と今川氏親・伊勢宗瑞の動きは、もう一つの三管領である斯波氏にも影響を与えたとする指摘もある。当時の宗家（武衛家）では隠居の斯波義敏が京都で義材に与して政元を牽制し、当主の斯波義寛が領国の尾張国および遠江国で領国経営の立て直しを行うことで、幕府への影響力回復と守護代織田氏らの抑制を図ることに成功していたが、政変によって義材派であった義敏父子の幕府への影響力が低下した一方で、応仁の乱以来断続的に続いてきた今川氏の遠江侵攻が活発化したことで義寛が尾張から遠江に兵を進めざるを得なくなり、斯波氏は中央政治から姿を消すことになったとみられている。
同年6月29日夜、京の上原元秀の屋敷に幽閉されていた義材は、側近らの手引きで越中射水郡放生津へ下向し、政長の重臣であった越中守護代・神保長誠に迎え入れられた。さらに、義材派の幕臣・昵近公家衆・禅僧ら70人余りが越中下向につき従い、正光寺を御所とした（越中公方）。これにより、幕府公権は二分化され、二つに分かれた将軍家を擁した抗争が各地で続くこととなった。
義材は越中から政元討伐の檄を発し、これにより能登畠山氏、越前朝倉氏、越後上杉氏、加賀富樫氏などの大名が参列して忠誠を誓い、九州の大友氏をはじめとする遠国の大名も協力の意思を示した。細川政元はただちに越中に軍を派遣したが、同年9月上旬に越中勢との戦いで大敗北を喫し、追い払われた。この結果、越中とその周辺は完全に義材方となり、京の幕府は迂闊に手を出せなくなってしまった。のち、明応7年（1498年）9月に義材は越中を出て、越前の朝倉氏を頼り、この際に義尹に名を改めている。
政元の憂慮はこれだけにとどまらなかった。正覚寺城陥落後、紀伊に逃れていた畠山尚順が政元方の基家に粘り強く抵抗しつつも力を蓄え、ついに明応8年（1499年）2月に基家を討ち、父の無念を晴らしたのである。尚順は紀伊から河内にいたる京の南方一帯に一大勢力を築き、越前の義尹と連絡を取り合いながら京を伺うなど、細川方の脅威となった。
明応8年9月以降、義尹と尚順は連携してそれぞれ越前と河内から京を挟撃しようとしたが、政元は苦戦の末に義尹を破り、義尹は周防の大内氏のもとへと逃げた。その後、尚順も挟撃作戦が失敗したことで紀伊へと引き上げたが、義尹と尚順は依然として政元の脅威であり続けた。また、政元が傀儡として擁立したはずの将軍・義澄は成長すると自ら政務を取ろうとし、両者の対立が深刻化するようになっていった。このように、政元はこの政変によって専制を確立したはずであったが、現実はそうではなく内憂外患に苦しめられた。
そして、政元の細川京兆家と阿波細川氏といった細川庶家の対立もまた解消されなかった。義材によって政元の対抗馬として取り立てられた阿波細川氏の細川義春は、政変から2年後に死去し、両者の対立は終わりを見せた。一方、政元は修験道に没頭していたため子がおらず、阿波細川氏など庶家の台頭を恐れた彼はあえて細川氏からではなく、摂家の九条家から細川澄之を延徳3年に養子として迎えていた。だが、細川氏の血をひかない澄之を後継者としたことへの庶家の反発は強く、文亀3年（1503年）に政元は義春の息子・細川澄元を養子に迎え、澄之を廃嫡しなければならなかった。だが、これが原因でのちに政元が澄之派に殺害される、いわゆる永正の錯乱が発生、ひいては20年以上にわたる両細川の乱に繋がった。
明応の政変は中央だけの事件ではなく、全国、特に東国で戦乱と下克上の動きを恒常化させる契機となる重大な分岐点であり、従来は応仁の乱が戦国時代の始期とされていたが、歴史学者の鈴木良一が提唱して近年に有力になり、明応の政変が始期とされることが多くなった。また、明応の政変以降、将軍家には「義稙系」（義材/義稙－（義維）－義栄）と「義澄系」（義澄－義晴－義輝－義昭）の2系統が成立し、いずれも足利将軍家当主の別称である「室町殿」「公方」「大樹」などと呼称された。13代将軍の足利義輝が三好三人衆、松永久通に殺害された永禄の変は、一説にこの分裂を解消する意図があったと言われている。結局、将軍家の分裂は諸勢力の争いと相まって戦国時代を通して継続され、 織田信長が足利義昭を奉じて上洛したことによってようやく終結した。

## 史料
- 『大乗院寺社雑事記』 - 興福寺別当の尋尊、政覚らの日記。190巻。